# Лютівка (зупинний пункт)
Лю́тівка — залізничний зупинний пункт Конотопської дирекції Південно-Західної залізниці.
Розташований біля села Попільня Сновського району Чернігівської області на лінії Бахмач-Пасажирський — Деревини між станціями Низківка (6 км) та Сновськ (12 км).
Станом на лютий 2020 року щодня дві пари дизель-потягів прямують за напрямком Бахмач-Пасажирський — Сновськ.